# Emberizoides duidae
Emberizoides duidae là một loài chim trong họ Thraupidae.